# Buanes
Buanes település Franciaországban, Landes megyében. Lakosainak száma 240 fő (2022. január 1.). Buanes Classun, Fargues, Larrivière-Saint-Savin és Saint-Loubouer községekkel határos.

## Népesség
A település népességének változása:
| Lakosok száma | 180  | 189  | 173  | 258  | 271  | 262  | 259  | 252  | 248  | 240  |
|               | 1968 | 1982 | 1990 | 2006 | 2013 | 2015 | 2017 | 2019 | 2020 | 2022 |